# Strängnäs
För andra betydelser, se Strängnäs (olika betydelser).
Strängnäs är en tätort i Södermanland och centralort i Strängnäs kommun i Södermanlands län.
Staden är belägen vid Mälarens södra strand, mellan Södertälje och Eskilstuna, och är biskopssäte för Strängnäs stift. Stadsbilden domineras av domkyrkan på Kyrkberget.

## Etymologi

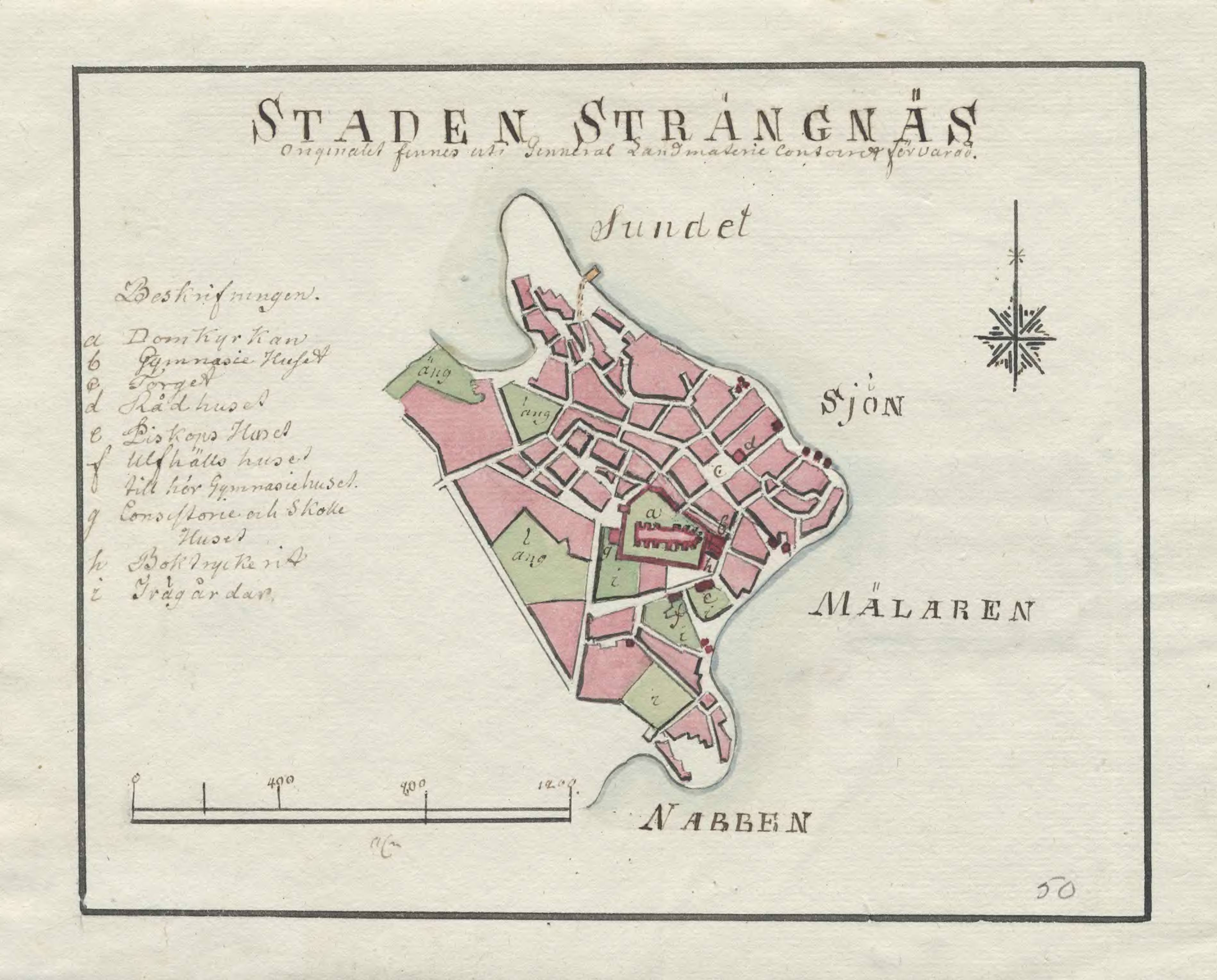
Karta över Strängnäs från 1790-talet

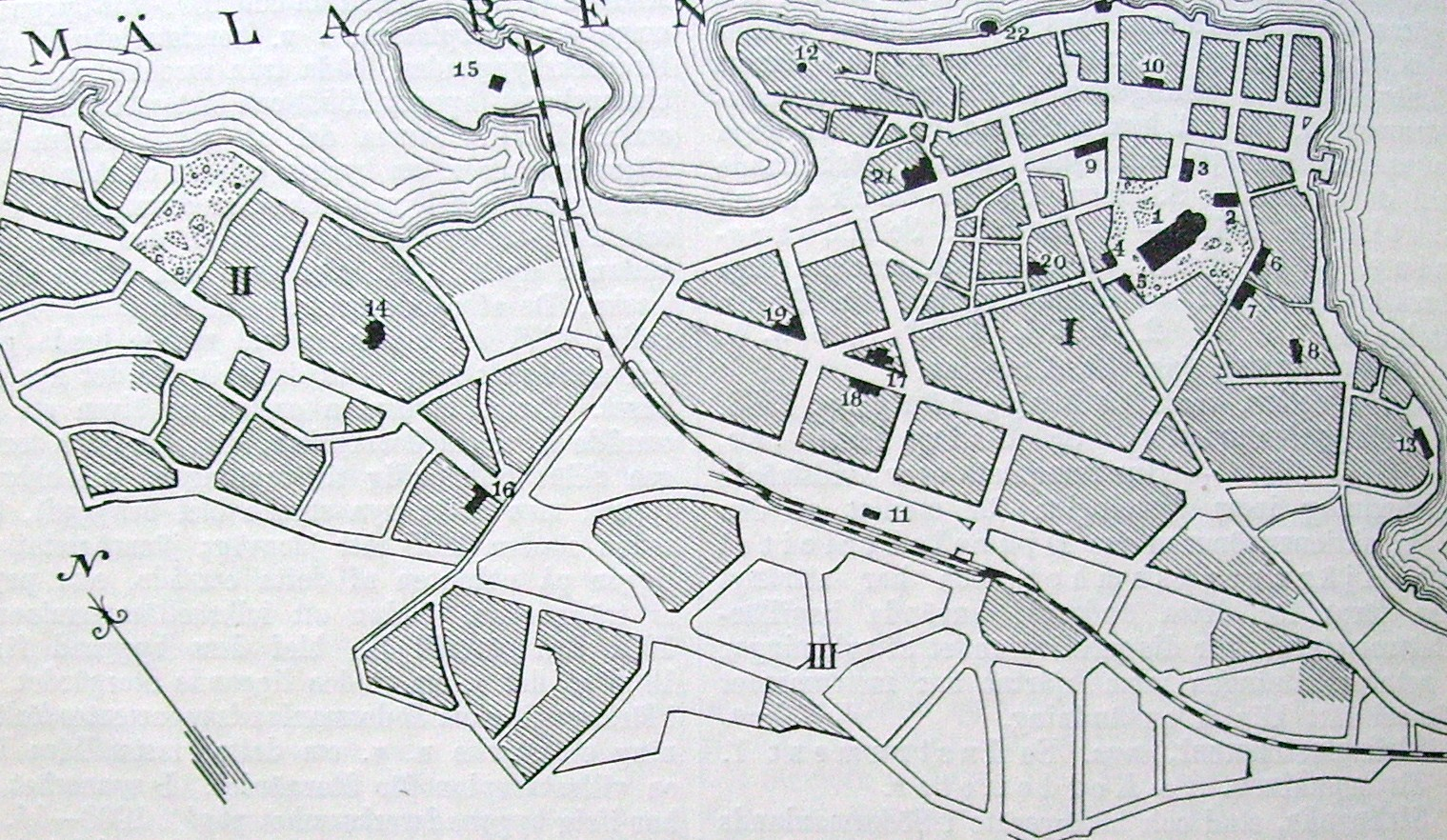
Karta över Strängnäs. Nr 1 är Strängnäs domkyrka.

Det etymologiska ursprunget och betydelsen hos ortnamnet Strängnäs är omtvistat när det gäller förleden sträng (även om ordet ”sträng” fortfarande existerar som ord i dagens svenska, kan dess betydelse ha snävats in eller förändrats). Sträng kan avse en tradition att gillra fångstsnaror på näset (enligt en av referenserna). Ett flertal ytterligare förslag har dock presenterats om förleden:
- Fiskegarn, från det medeltidssvenska ordet stränger – lina, tåg, ändlina av fiskenät.[6][7]
- Ström, åsyftande fåran mellan fastland och Tosterön.[6]
- Udde, åsyftande en kraftig vinkel i åsen.[6]
- Gräns, möjligen en äldre häradsgräns i sundet.[6]

Efterleden näs avser av allt att döma det näs i Mälaren som Strängnäs än idag ligger på.
Ortnamnet har påträffats i flera variationer genom historien, bland annat Strigin (första gången staden omtalas). Det omnämns i Florenslängden, ursprungligen från 1103, som Strigines., senare på latin i Strengenensis och Strengianensis (ungefär 'från Strängnäs') och på svenska som Strengines (1275) och Strengenes.

## Historia

### Äldre historia och medeltiden
De tidigaste spåren av människor i bygden finns på Stenhuggarmon i Åker och härstammar från år 6000 f.Kr. En orsak till Strängnäs uppkomst kan ha att göra med läget, ty platsen ligger mycket strategiskt i skärningspunkten mellan land- och vattenväg. Förutsättningarna för Strängnäs uppkomst bör sökas inom ett större område än den direkt omgivande landsbygden. Strängnäs ligger mellan Södermanlands inland och Mälardalen, vilket alltså anses förklara både biskopssätets och stadsbebyggelsens ursprung.
Runt domkyrkan har man funnit sju runstenar, varav de flesta har daterats till mitten av 1000-talet. Vid arkeologiska undersökningar vid Lunda hittade man föremål från vikingatid, eventuellt i vissa fall vendeltid. Det rör sig mest om pärlor och ben, men även en sköldbuckla, en sporre, brynstenar, hartskulor, bränd lera, knivar, pilspetsar samt glasbitar. Redan från folkvandringstid har man hittat glasskärvor.     
År 1080 reste den engelske missionären Sankt Eskil från Tuna, som senare blev Eskilstuna, för att kristna de starkt asatrogna Strängnäsborna. På offerritsplatsen, där Strängnäs domkyrka nu ligger, stenades Sankt Eskil. Enligt en sägen avled han senare i närheten av Sankt Eskils källa utanför staden.
Redan i tidig medeltid var Strängnäs en mötesplats av betydelse och en vintermarknad här nämns i Södermannalagen 1327: ”Köptingsfriden i Strängnäs inträder om fredagskvällen efter askonsdagen och varar till på vita söndagens kväll”. Samtinget var en tingsförsamling, det vill säga ett gemensamt ting för hela den sörmländska lagsagan. Samtidigt med detta ting hölls en marknad. Strängnäs har emellertid vuxit upp kring domkyrkan och andra kyrkliga och kulturella institutioner och har för sin utveckling varit beroende av dessa genom sekler.
Flera kyrkor byggs under 1100-talet, bland annat på Fogdön och på Selaön. Även Kärnbo sockenkyrka, som uppfördes i Mariefred. Ett prästerskap bosatte sig i staden. På biskopsstolen har suttit Thomas Simonsson, Kort Rogge, Laurentius Paulinus Gothus, Johannes Matthiæ, vilket har höjt stadens anseende och befordrat dess utveckling.

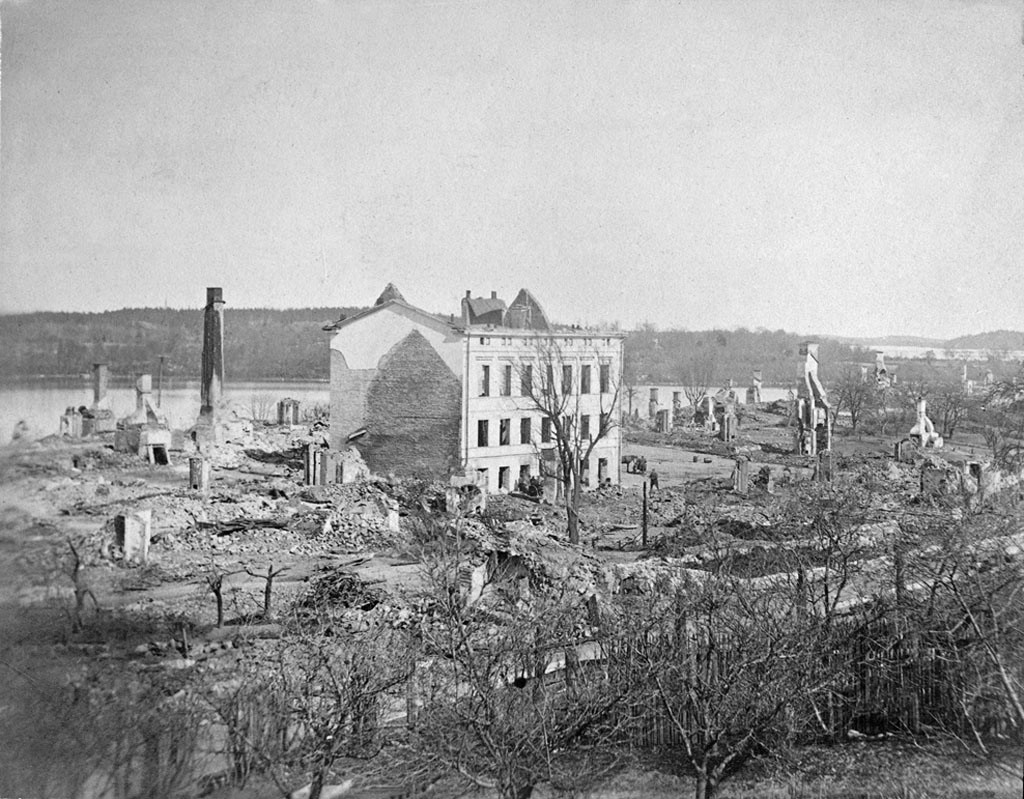
Strängnäs efter branden 1871.

På 1260-talet tillkom en dominikankloster som låg på Munkbacken nordväst om Stora torget. Den revs efter reformationen. Efter den stora branden 1871 utgrävdes stora delar av den stora av tegel uppförda klosterkyrkan i hörnet av Klostergatan och Eskilsgatan. På 1280-talet togs den första domkyrkan i sten i bruk. Byggnadsarbetena på domkyrkan och prästerskapets behov attraherade hantverkare, vilket verkade stimulerande på stadsbildningen. Stadsrättigheter har Strängnäs innehaft sedan år 1336 (det år de första kända stadsrättigheterna för Strängnäs är nämnda).
År 1435 anses större delen av staden ha brunnit (möjligen förekommer en förväxling av årtalet 1535). År 1473 härjade också en stor brand i staden; endast biskopshuset undgick förstörelse. I dokumenten kan man läsa att Gustav Vasa år 1535 beviljade Strängnäs sex års skattefrihet till återuppbyggnad av staden som brunnit samma år.

### Vasatiden

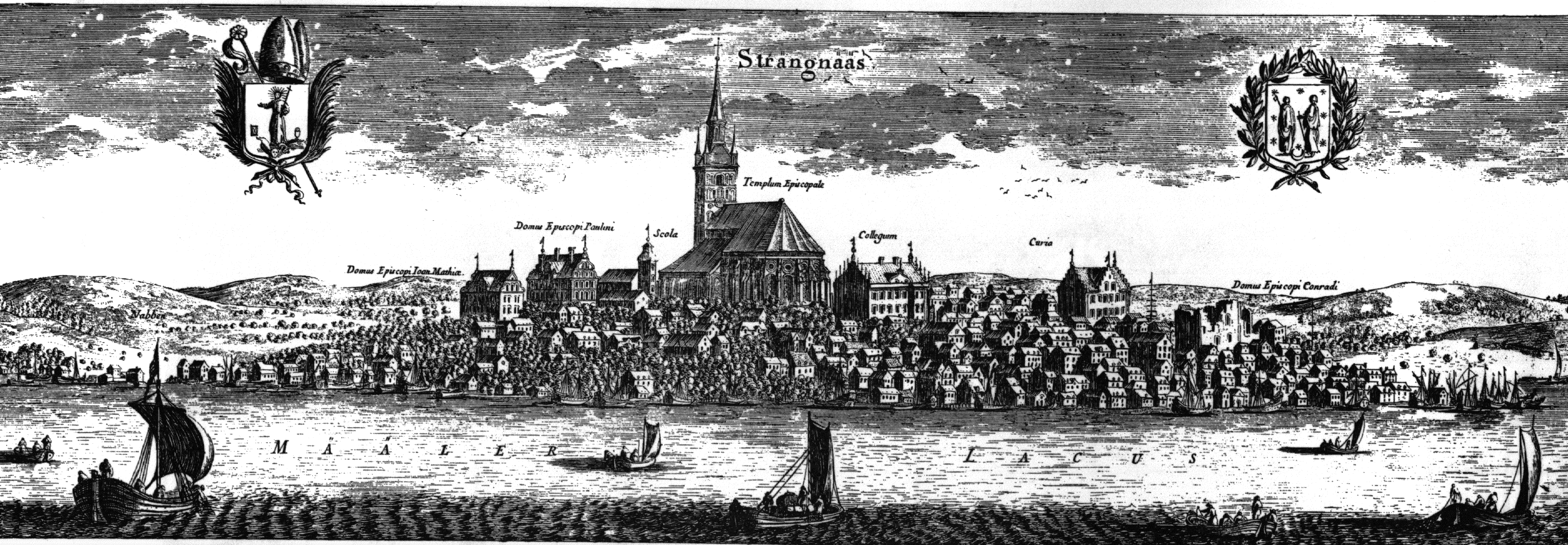
Gravering av Strängnäs i Suecia antiqua et hodierna.

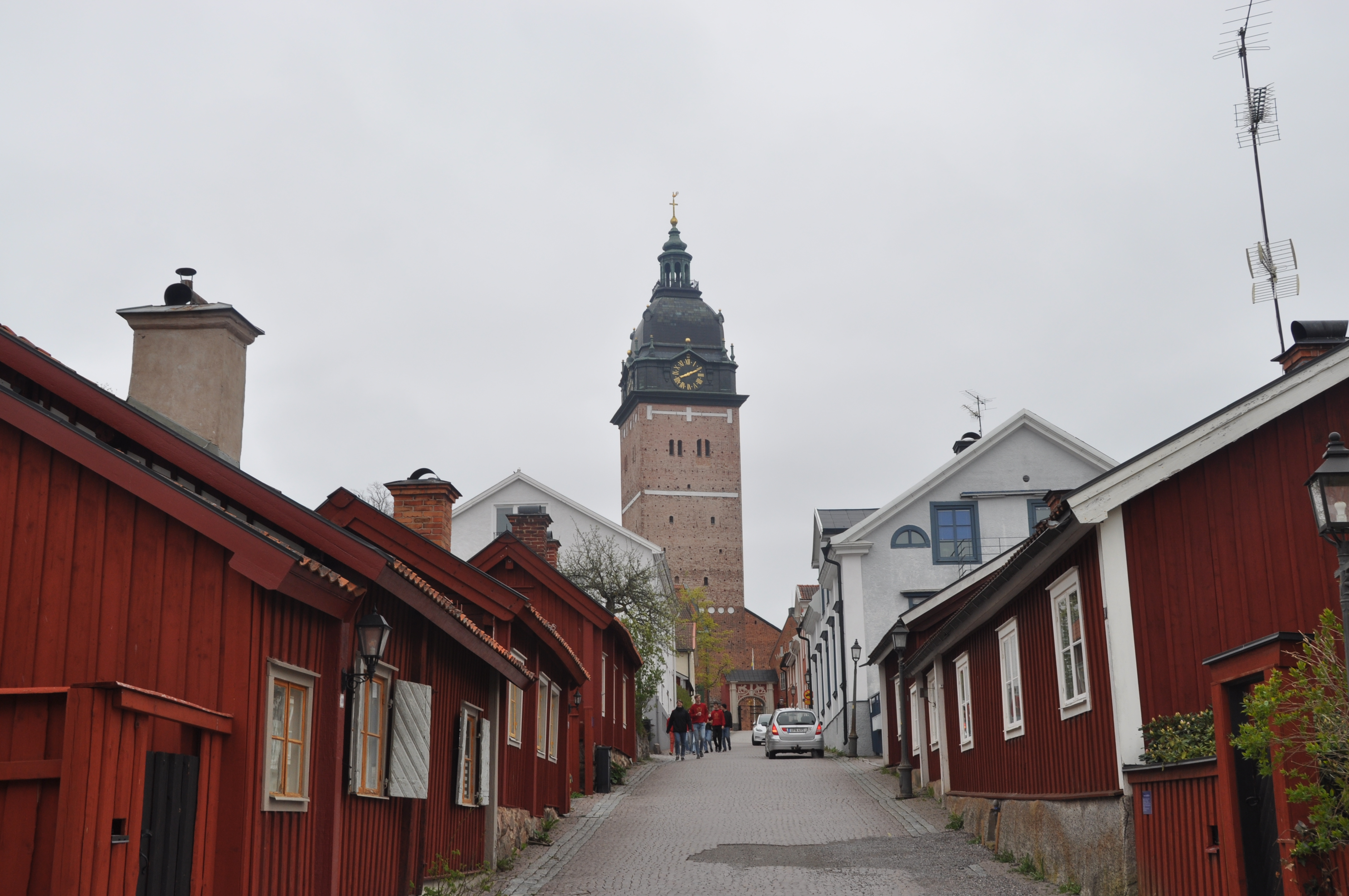
Gyllenhjelmsgatan anlades på 1640-talet och leder rakt upp mot domkyrkan. Lejonporten framför huvudingången till kyrkan är en bevarad del av den cirka tre meter höga kyrkomuren.

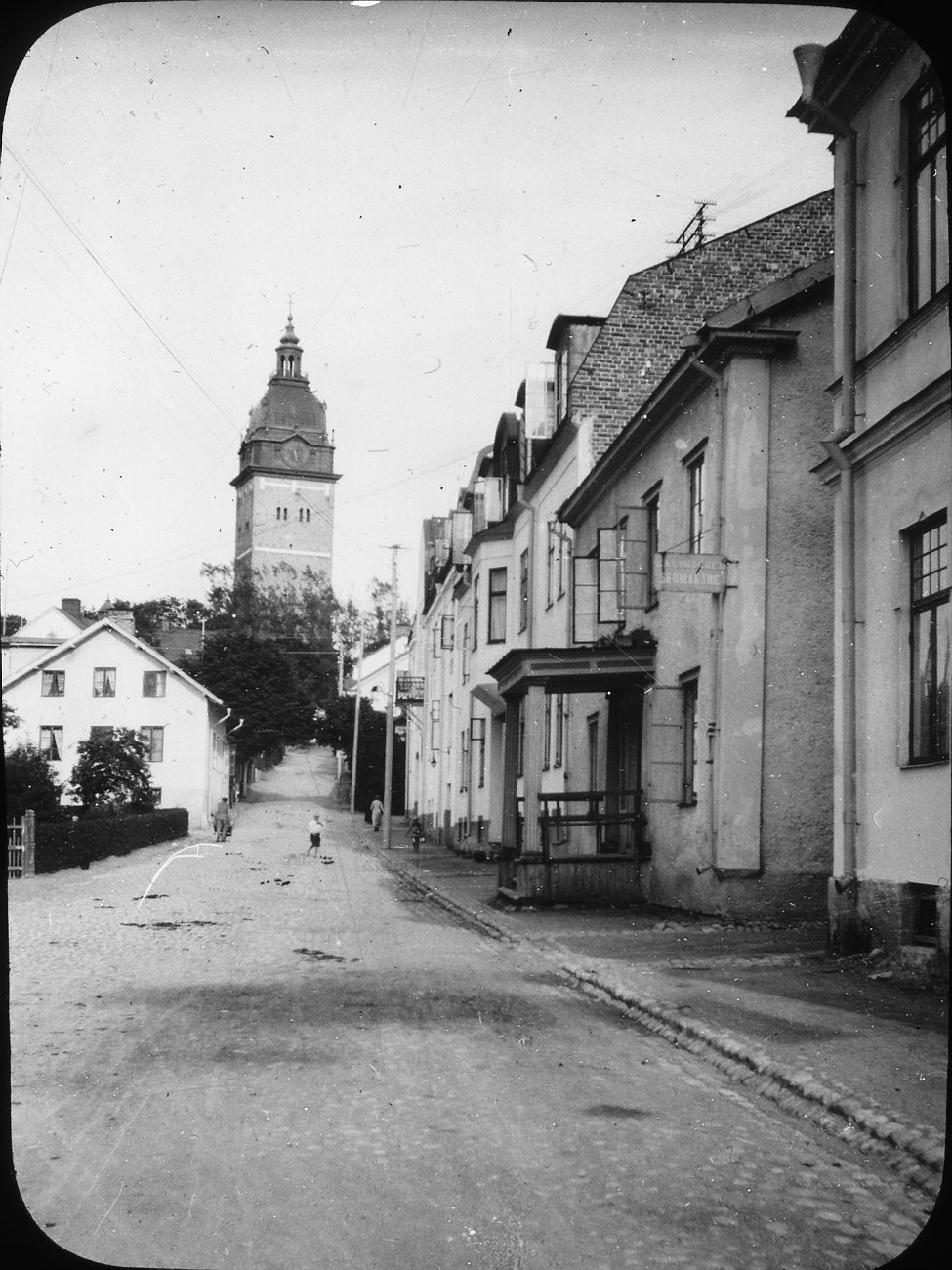
Strängnäs 1901.

På grund av sitt centrala läge och domkyrkans etablering var Strängnäs flera gånger under medeltiden och 1500-talet mötesplatsen för herredagar, råds- och kyrkomöten. I Strängnäs började Olaus Petri först verka för den lutherska läran i domkyrkoskolan, och här var Laurentius Andræ ärkedjäkne. Den 6 juni 1523, vid domkyrkans norra vägg, valdes Gustav Vasa till konung över Sverige (detta har i efterhand sagts vara upphov till Sveriges nationaldag). "Gustav Vasa valdes till kung i Strängnäs. Tacket för det var kyrkoreduktionen som störtade stadens domkyrka i förfall", kan man läsa i en reseguide. När reformationen kom med sina indragningar av kyrkans och prästerskapets egendomar sjönk Strängnäs snart ned till en ringa by, räddad från fullständig utarmning av hertig Karl, som behövde Strängnäs lärda män i sin kamp mot Johan III:s katolska planer. För domkyrkan var det också av betydelse att hertigen valde den till gravplats för sig och sin familj.
Genom hertig Karls men främst genom biskop Laurentius Paulinus Gothus kulturfrämjande verksamhet återvann Strängnäs så småningom sin ställning som andligt och kulturellt centrum. 1622 etablerades ett tryckeri, i nuvarande Strängnäs museum. Den första svenska tidningen, Hermes Gothicus, premiärtrycktes 1624. År 1626 grundades i staden en av Sveriges första gymnasieskolor. Gustav II Adolf skänkte Roggeborgen till gymnasiet, till vars underhåll betydande prebenden, tiondeinkomster med mera anvisades. Gymnasiet, dess lärare och elever, har alltid spelat en stor roll i stadens liv. Vissa byggnader från dåtidens gymnasieskola finns fortfarande kvar intakta. Däribland kan den byggnad som idag tjänstgör som Hotell Laurentius nämnas, vilken var dåtidens elevhem. Vidare finns byggnaden för fysiska aktiviteter kvar att beskåda, och anses även vara Sveriges äldsta sporthall. Den teoretiska undervisningen skedde i det hus som idag kallas för Konsistoriehuset, och är beläget på Lejonportens södra sida. Även Roggeborgen har tjänstgjort som skolbyggnad till det gamla gymnasiet.
Efter att det kyrkliga inflytandet avtog började istället handelns och hantverkets inriktning att mer gälla landsbygdens bondebefolkning än tidigare. Samtingsmarknaden tycks ha vuxit i omfattning och sträckte sig nu över flera dagar. Denna besöktes huvudsakligen av södermanlänningar, men även hantverkare från Stockholm, bergsmän från Dalarna och handelsmän från Västergötland. Antalet dagliga besökare var högst 1 000 personer, vilket gjorde samtingsmarknaden till en av mellersta Sveriges största vintermarknader. Strängnäsborgarna handlade huvudsakligen med järn, salt och fisk. En stor del av stadens borgare var fiskare under delar av året. Man hade egna skutor och var borta i flera månader på resor till Finland och längs Norrlandskusten. Fisket kombinerades med handel under resorna.

### 1700-talet
Under 1700-talet avtog strömmingsfiskets lönsamhet för Strängnäs vidkommande. Fiskaryrket deklasserades i och med att förmögna borgare övergav fisket. Insjöfisket i Mälaren kom därefter att bedrivas av fattigt folk.
Samtingsmarknaden blomstrade däremot som aldrig förr. Hantverksproduktionens betydelse ökade: Till smeder, skräddare och snickare kunde man under seklet räkna bagare, bryggare, bokbindare, perukmakare, kakelugnsmakare, färgare och urmakare. Marknaden pågick nu hela två veckor. Nya marknader tillkom, samtidigt som en permanent handel på allvar uppstod. Stadsbefolkningen urbaniserades till vanor och manér.

### 1800-talet

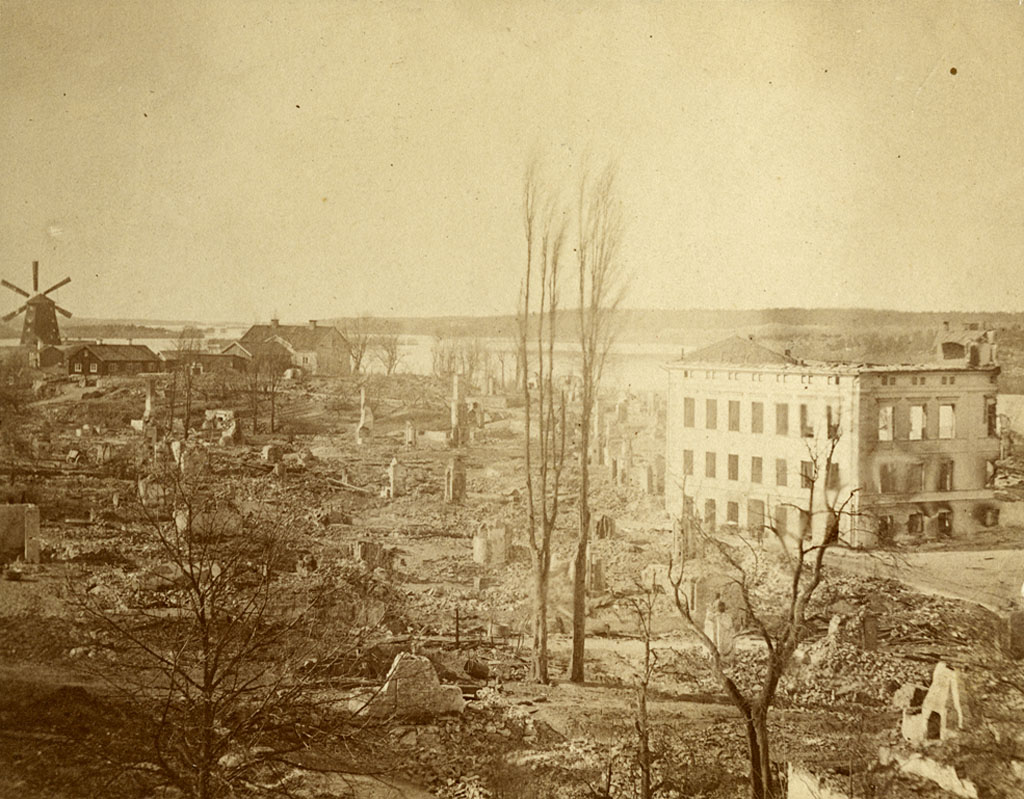
Strängnäs efter branden 1871. Strängnäs väderkvarn till vänster.

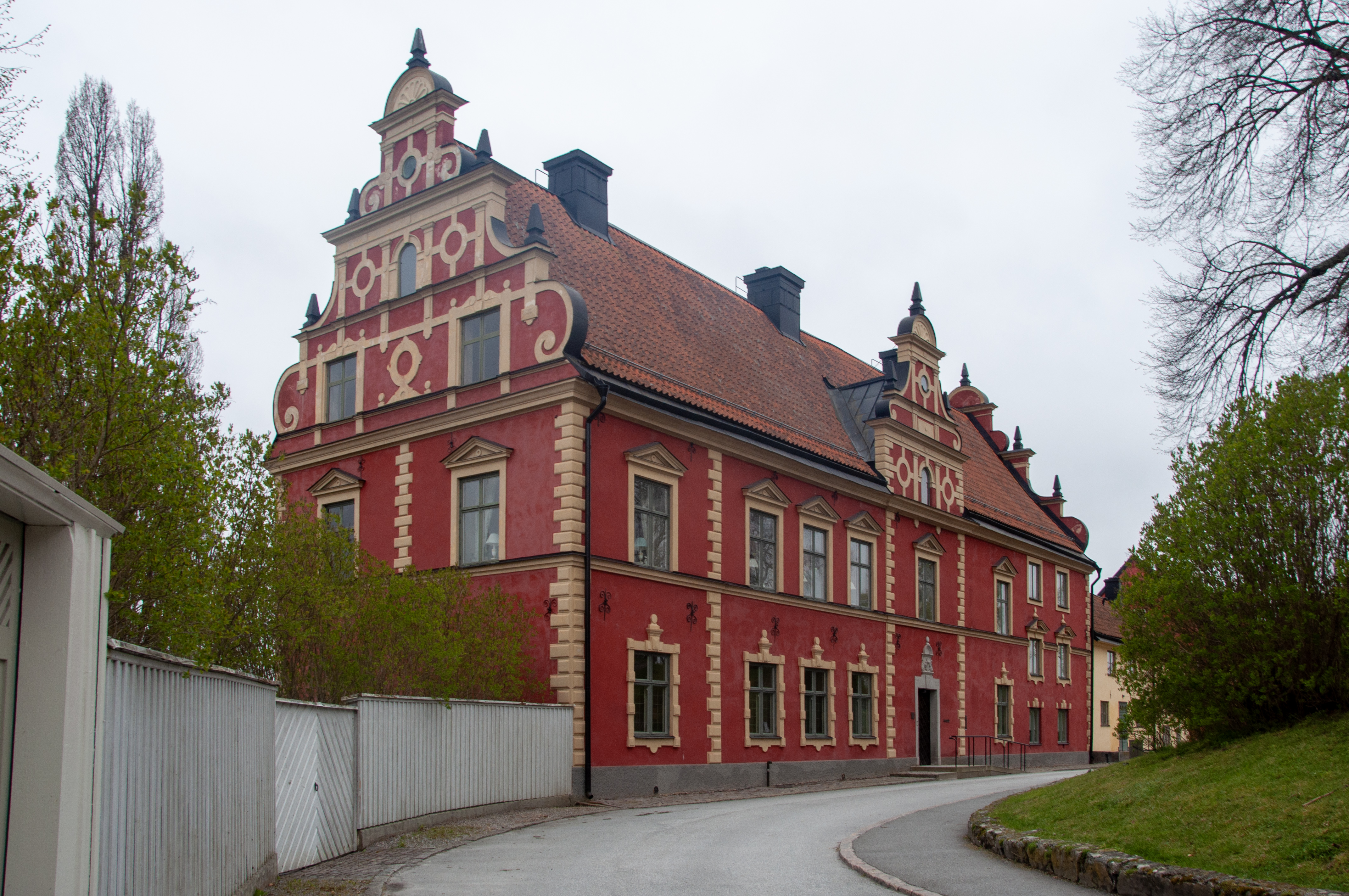
Den rödfärgade biskopsgården sydväst om domkyrkan uppfördes 1650 av Johannes Matthiæ, restaurerades 1882 då det försågs med höga trappgavlar och utsirningar och ånyo 1929.

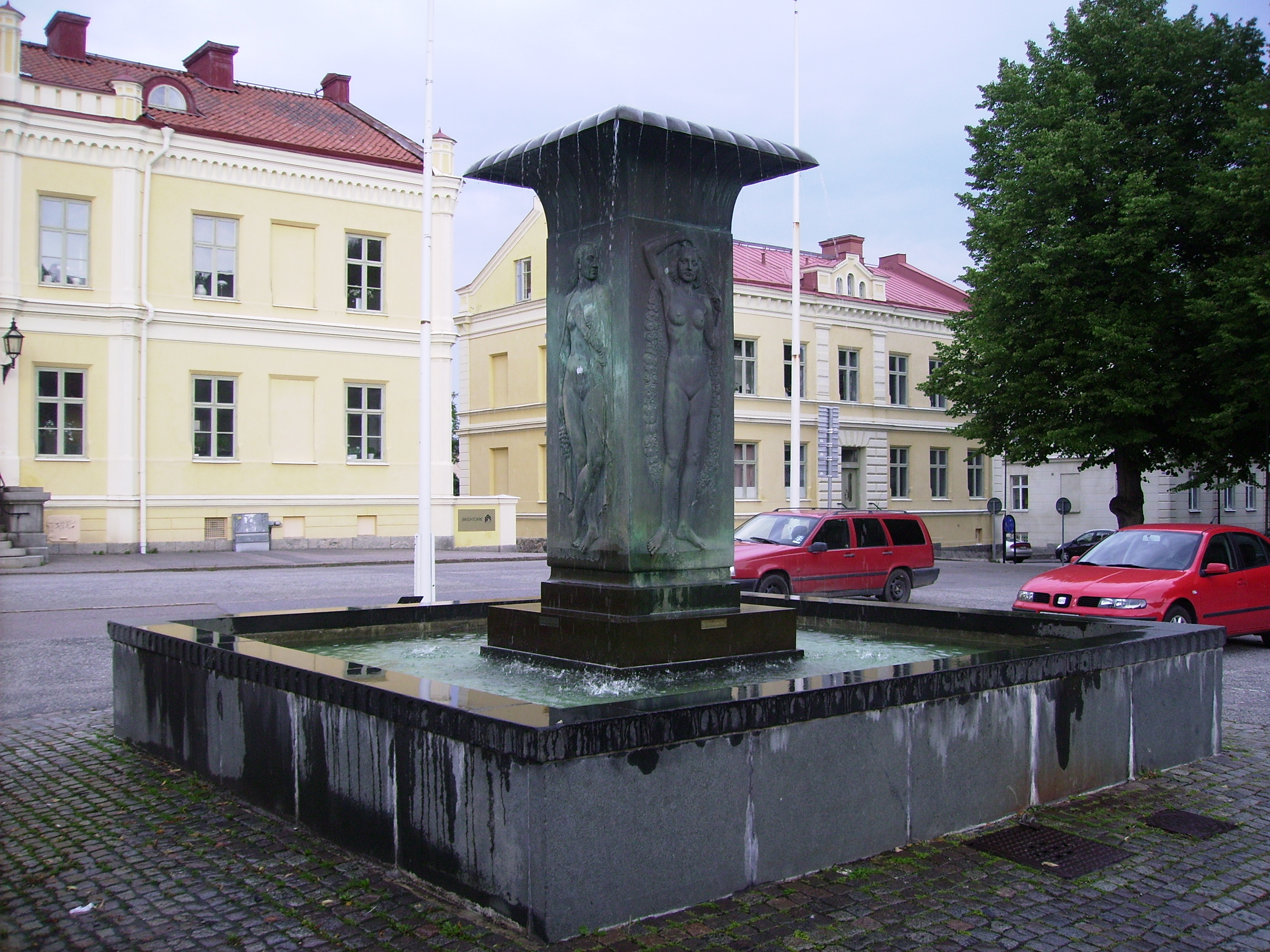
Fontänen "De fyra årstiderna" uppförd av Olof Ahlberg 1932 på Stora torget.

Äldsta bevarade kartan (i skala 1:3 000) över staden dateras till förra hälften av 1600-talet. Gator, kvarter och ett fåtal byggnader är karikerade, som domkyrkan, Roggeborgen och Konsistoriehuset på Kyrkberget. Strängnäs gatunät var i stort sett oförändrat från 1600-talets mitt till den stora branden 1871. Då förstördes större delen av stadens nordöstra del.
Under 1800-talet stagnerade Strängnäs ekonomiskt. Läget vid Mälaren förlorade en del av sin strategiska betydelse i samband med att båttrafiken fick vika för järnvägstrafiken. Nya samhällen på den södermanländska landsbygden uppstod, särskilt längs järnvägarna, och dessa uppträdde som konkurrenter om den handlande landsbygdsbefolkningen. Lanthandeln släpptes fri 1846 och samtingsmarknaden miste så småningom sin betydelse, för att slutligen upphöra 1872.
Strängnäs sociala struktur omkring 1870 skilde sig tydligt från de utpräglade handelsstädernas. Ett markerat handelsdistrikt längs Storgatan uppstod aldrig. Där fanns heller inga utpräglade arbetarstadsdelar, ingen separat bostadsregion. Strängnäs var i stor utsträckning en ämbetsmannastad, där kyrkans och skolans tjänstemän hade de högsta inkomsterna. De bildade också en exklusiv bostadsregion kring domkyrkan. Strängnäs prägel av pensionärsstad förstärktes också genom möjligheterna till biinkomster genom att hyra ut rum till stadens skolungdom.

### Bombningarna över Strängnäs 1944
Den 23–24 februari släppte sovjetiska flygplan bomber i anslutning till Södermanlands pansarregemente i Strängnäs. En större sprängbomb träffade 50–60 meter från södra kasernen och fem mindre sprängbomber, varav en blindgångare, tog i isen norr om regementet. Samtidigt fälldes tre lysbomber varav två inte hann utvecklas innan de tog mark. Den tredje lyste upp hela staden. Senare hittades ytterligare bombnedslag bland annat på Tosterön. Totalt fälldes tio spräng- och tre lysbomber i och kring Strängnäs. Två soldater på regementet skadades av splitter. Senare fick man reda på att Sovjetunionen hävdade att flygplanen var felorienterade och trodde att de var i finländskt luftrum.

### Skandalernas stad
Strängnäs var i mitten av 1900-talet skådeplatsen för den rikskända rektorsstriden. Några av rektorns gymnasielärare agerade för att han inte skulle få förlängt förordnande. Biskopen och stadens honoratiores drogs in i affären liksom statliga verk. Men rektorn var gift med författarinnan Berit Spong, som skrev en roman om affären, Sjövinkel. Den blev en bästsäljare och anses vara den första nyckelromanen efter Strindbergs Svarta fanor. I boken Om sanningen ska fram (2008) av Birgit Antonsson har historien granskats utifrån olika perspektiv.
En annan skandal var Helandermålet, även känt som Helanderaffären. Målet var en beteckning på det rättsfall vari biskopen och professorn Dick Helander anklagades för att ha skrivit en mängd ärekränkande brev om andra kandidater inför valet till biskopsstolen i Strängnäs. Han avsattes 1953, men senare tiders dna-teknik visar att han sannolikt var oskyldig.

### Militärstaden
Strängnäs blev garnisonsstad 1921 i samband med att Södermanlands regemente (I 10) flyttade in till staden från sin tidigare mötesplats i Malma hed. Sedan dess har staden varit en betydande garnisonsstad och rymt ett antal olika staber, förband och skolor. Sedan juni 2005 finns endast en hemvärnsgrupp lokaliserad till Svältenlägret, strax nordväst om det forna regementsområdet. De tidigare militära anläggningarna är en del av den uppbyggda stadsdelen Eldsundsviken.

## Administrativa tillhörigheter
Strängnäs stad  ombildades vid kommunreformen 1862 till en stadskommun. En del av Strängnäs bebyggelse kom att sträcka sig in i omgivande Strängnäs socken/landskommun vars fastlandsdel 1950 kom att inkorporeras i stadskommunen.  Staden uppgick 1971 i Strängnäs kommun där Strängnäs sedan dess är centralort.
I kyrkligt hänseende har orten före 1966 hört till Strängnäs stadsförsamling med en del i Strängnäs landsförsamling. Från 1966 till 2002 hörde orten till den Strängnäs domkyrkoförsamling och därefter till Strängnäs domkyrkoförsamling med Aspö.
Orten ingick till 1947 i domkretsen för Strängnäs rådhusrätt och därefter till 1948 i Åkers och Selebo tingslag för att sedan till 1971 ingå i Livgedingets domsagas tingslag. Sedan 1971 ingår Strängnäs i Eskilstuna tingsrätts domsaga.

## Befolkningsutveckling
|            | 1755 | 1800  | 1850  | 1880  | 1900  | 1920  | 1930  | 1950  |
| ---------- | ---- | ----- | ----- | ----- | ----- | ----- | ----- | ----- |
| Invånare a | 900  | 1 112 | 1 244 | 1 594 | 2 276 | 4 168 | 4 716 | 7 280 |

a Statistiken omfattar enbart Strängnäs stad/tätort (ej boende på Tosterön, 3 238 personer).
| Befolkningsutvecklingen i Strängnäs 1960–2020 | Befolkningsutvecklingen i Strängnäs 1960–2020 | Befolkningsutvecklingen i Strängnäs 1960–2020 | Befolkningsutvecklingen i Strängnäs 1960–2020 | Befolkningsutvecklingen i Strängnäs 1960–2020 |
| --------------------------------------------- | --------------------------------------------- | --------------------------------------------- | --------------------------------------------- | --------------------------------------------- |
|                                               |                                               |                                               |                                               |                                               |
| År                                            |                                               |                                               | Folkmängd                                     | Areal (ha)                                    |
| 1960                                          | 1960                                          |                                               | 7 632                                         |                                               |
| 1965                                          | 1965                                          |                                               | 8 556                                         |                                               |
| 1970                                          | 1970                                          |                                               | 9 509                                         |                                               |
| 1975                                          | 1975                                          |                                               | 10 255                                        |                                               |
| 1980                                          | 1980                                          |                                               | 10 931                                        |                                               |
| 1990                                          | 1990                                          |                                               | 11 420                                        | 575                                           |
| 1995                                          | 1995                                          |                                               | 11 617                                        | 584                                           |
| 2000                                          | 2000                                          |                                               | 12 010                                        | 592                                           |
| 2005                                          | 2005                                          |                                               | 12 296                                        | 592                                           |
| 2010                                          | 2010                                          |                                               | 12 856                                        | 653                                           |
| 2015                                          | 2015                                          |                                               | 13 693                                        | 719                                           |
| 2020                                          | 2020                                          |                                               | 14 803                                        | 831                                           |
| Anm.: Malmby del av tätorten från 2020        |                                               |                                               |                                               |                                               |

## Kommunikationer

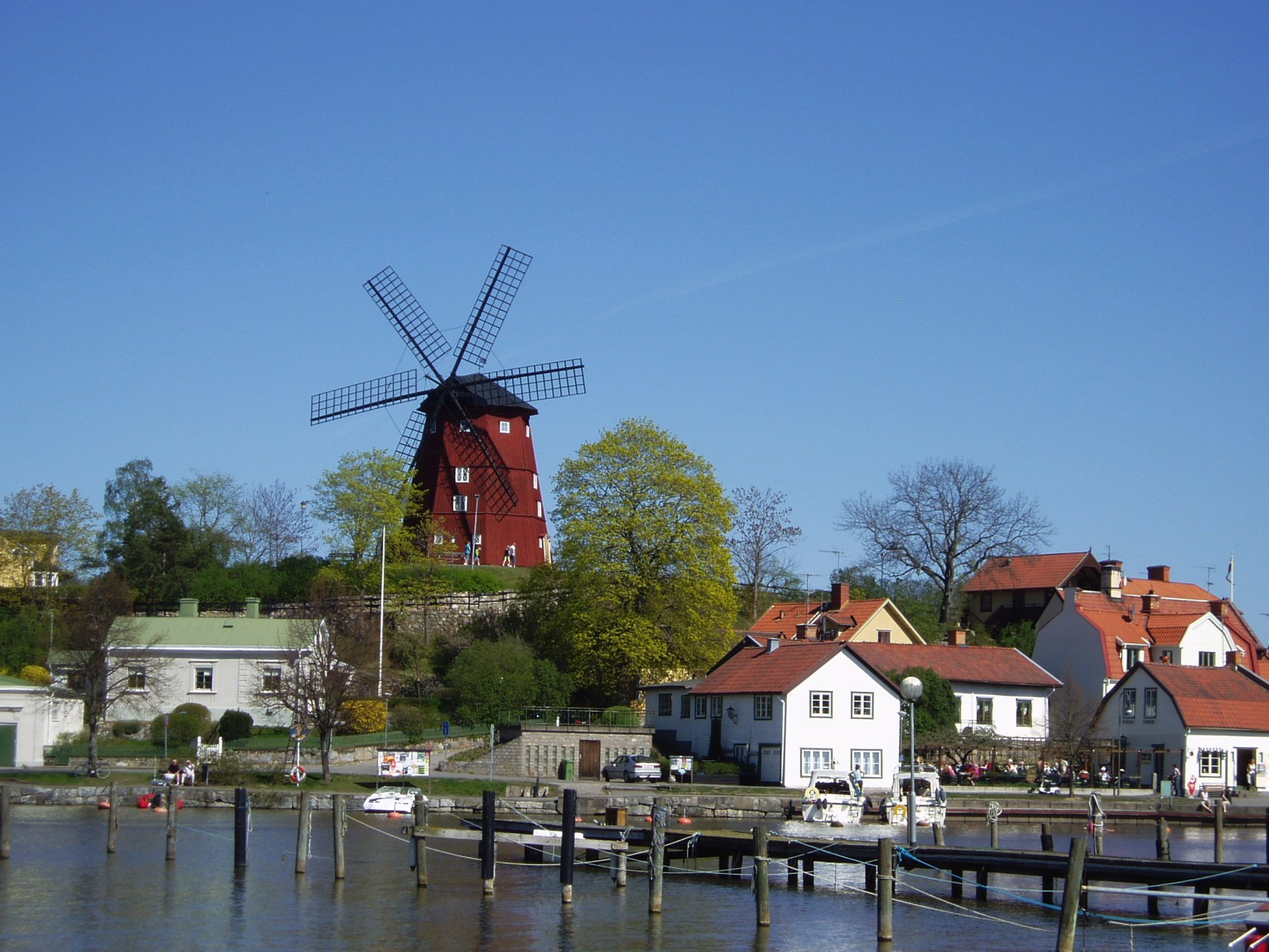
Västervikshamnen med väderkvarnen.

Strängnäs har goda kommunikationer till sjöss som till lands. Det finns sjöförbindelser genom Södertälje kanal och de fördjupade Mälarelederna.

### Vägar
Riksväg 55 (Mälardiagonalen) och E20 korsar varandra i Strängnäs. E20 har sedan 2004 motorvägsstandard och har flyttats längre ut från stadskärnan. Planer finns även på att bygga ut Riksväg 55 till mötesfri 2+1-väg. Sedan den 1 164 meter långa segelfria högbron Strängnäsbron över Strängnäsfjärden i Mälaren väster om staden byggdes år 1981 har även trafiken från Riksväg 55 fått en ny sträckning längre bort från stadskärnan, och har givit den gamla öppningsbara svängbron Tosteröbron i centrala Strängnäs en mer lokal användning.

### Järnväg och busstrafik
År 1895 fick Strängnäs förbindelse med landets järnvägsnät genom bibanan till Åkers styckebruk.
Strängnäs station, även kallat Strängnäs resecentrum, fungerar som knutpunkt för tåg och bussar i Strängnäs. Alltsedan Svealandsbanan mellan Arboga och Södertälje syd blev färdig sommaren 1997 har Strängnäs station haft direkt järnvägsförbindelse med bland annat Stockholm C. Åren 2014–2017 pågick ett omfattande arbete med att bygga om resecentrum med bland annat ett andra järnvägsspår och en större stationsbyggnad än tidigare.

## Näringsliv

### Företag
Fermenta drivs av företaget DSM Anti-infectives. På samma område ligger även produktionsanläggningar som tillhör Pfizer respektive Recipharm. Tillverkningen är i alla tre fallen inom det farmaceutiska området. I staden finns centrallager för Mekonomen, Svanströms, Menigo och Peugeot. Leine & Linde och EMETA tillverkar pulsgivare.

### Statliga myndigheter
Förvaltningsmyndigheten Spelinspektionen har sitt säte i Strängnäs.

## Utbildning

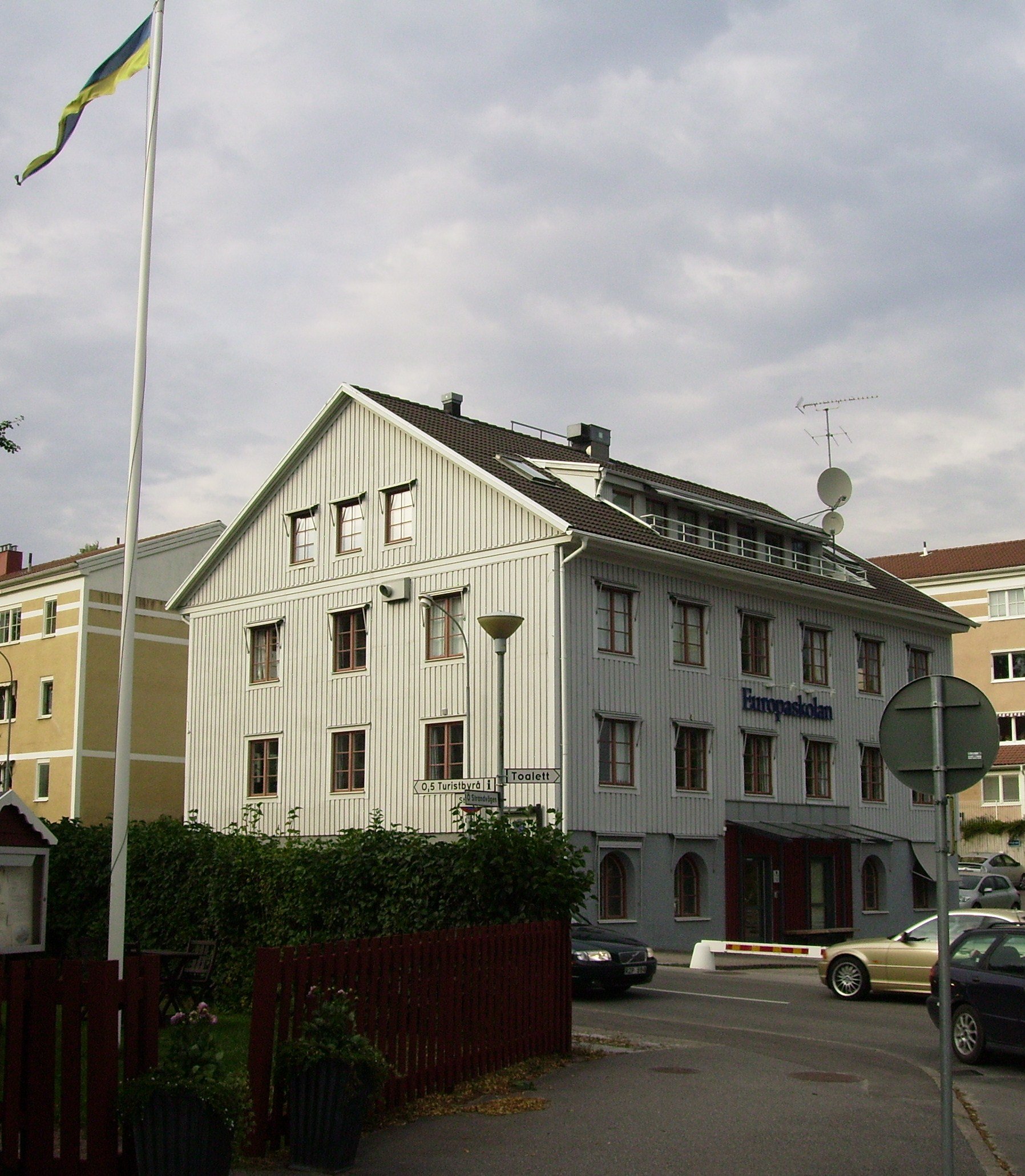
Europaskolan i Strängnäs.

Staden har såväl kommunala skolor som friskolor.
Sedan 2017 finns ett förslag om att förskoleklasserna, grundskolorna och fritidshemmen i Fogdö skola, Länna skola, Härad skola och Tosterö skola ska upphöra. Likaså att verksamheter i Stallarholmsskolans och Karinslundsskolans årskurs 7-9 ska upphöra samt att verksamheter i förskoleklass, grundskolans årskurs 1-3 och fritidshem påbörjas vid Karinslundsskolan. Målet med det är att öka kunskapsresultaten i skolan samt behålla och rekrytera behöriga lärare. Förändringen är planerad att genomföras under 2018 och 2019.
Grundskolor med låg- och mellanstadier:
- Tosteröskolan, åk F–3[27]
- Finningeskolan, åk F–3[28]
- Vasaskolan, åk F–3,[29] byggdes på 1930-talet.
- Friskolan Karlavagnen, åk F–5[28]

Grundskolor med högstadium:
- Strängnäs montessoriskola, åk F–9[28]
- Friskolan Asken, åk 4–9[28]
- Roggeskolan, åk 4–9 (ingår i Europaskolan)[28]
- Paulinska skolan, åk 4–9.[28]
- Karinslundsskolan (tog över elever från Långbergsskolan), åk 4–9[28]

Gymnasieskolor:
- Thomasgymnasiet. Strängnäs gymnasium, egentligen Regium Gustavianum Gymnasium Strengnese, tillkom 1626 som landets andra, strax efter Västerås. Skolan låg till grund för Thomasgymnasiet.
- Friskolan Europaskolan

## Kultur
Strängnäs kulturhus heter Multeum och inhyser bibliotek, utställningshall och scenrum.
Strängnäs Drum & Bugle Corps (SDBC) leds av Lars Östlund, som även är trumlärare på Kulturskolan. SDBC har varit medverkande i både Drum Corps International och Drum Corps Europe ett flertal gånger. Strängnäs Drum & Bugle Corps har även medverkat som del i mellanakten under Eurovision Song Contest 2000. 
Strängnäs konstgalleri visar konstutställningar av lokala konstnärer och andra. 
Punkgruppen Strebers, som därefter kom att bli Dia Psalma, kommer från Strängnäs.
Metalgruppen Merciless härstammar också från Strängnäs.

## Bilder

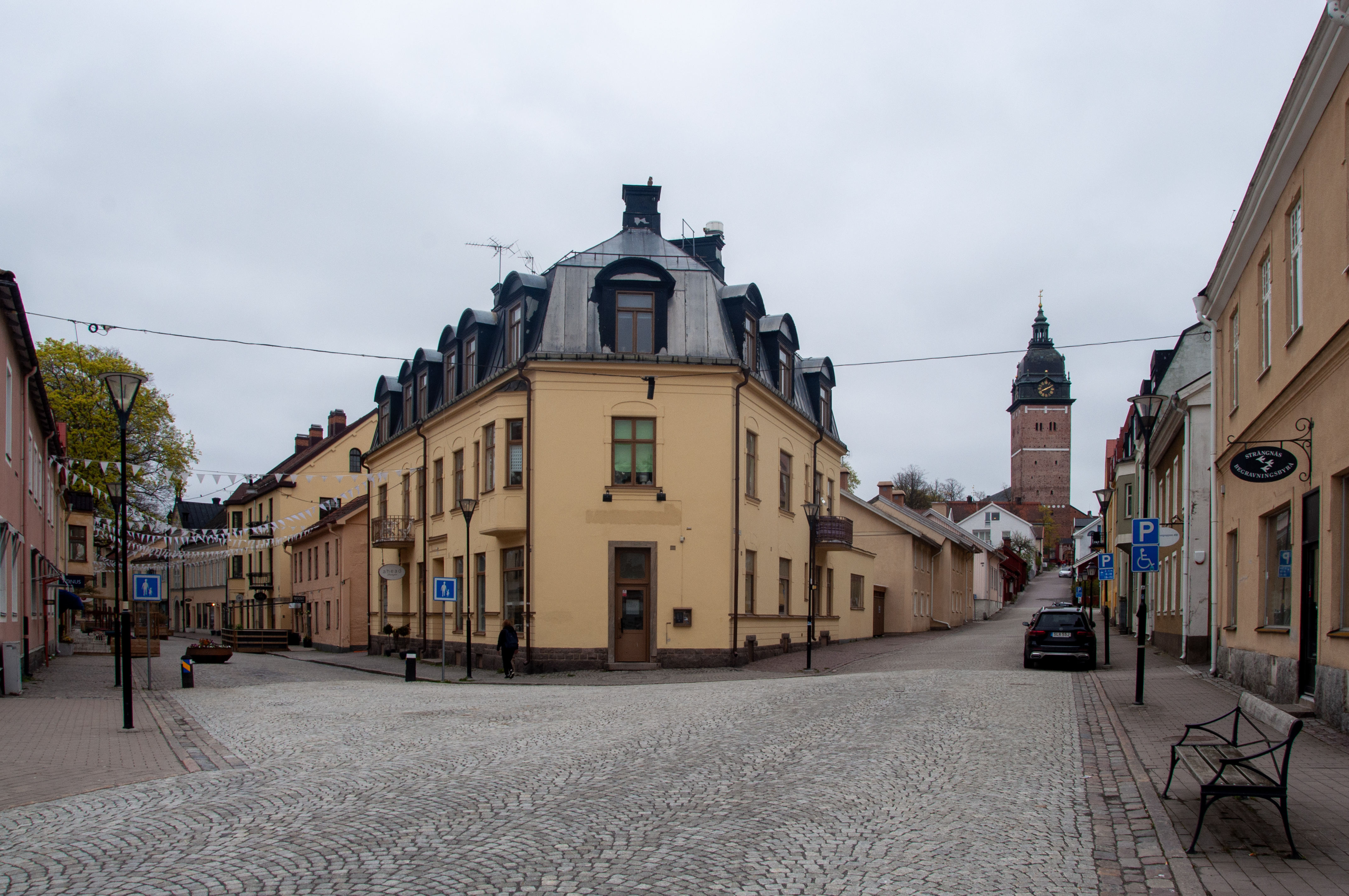
Hospitals- och Gyllenhjelmsgatorna
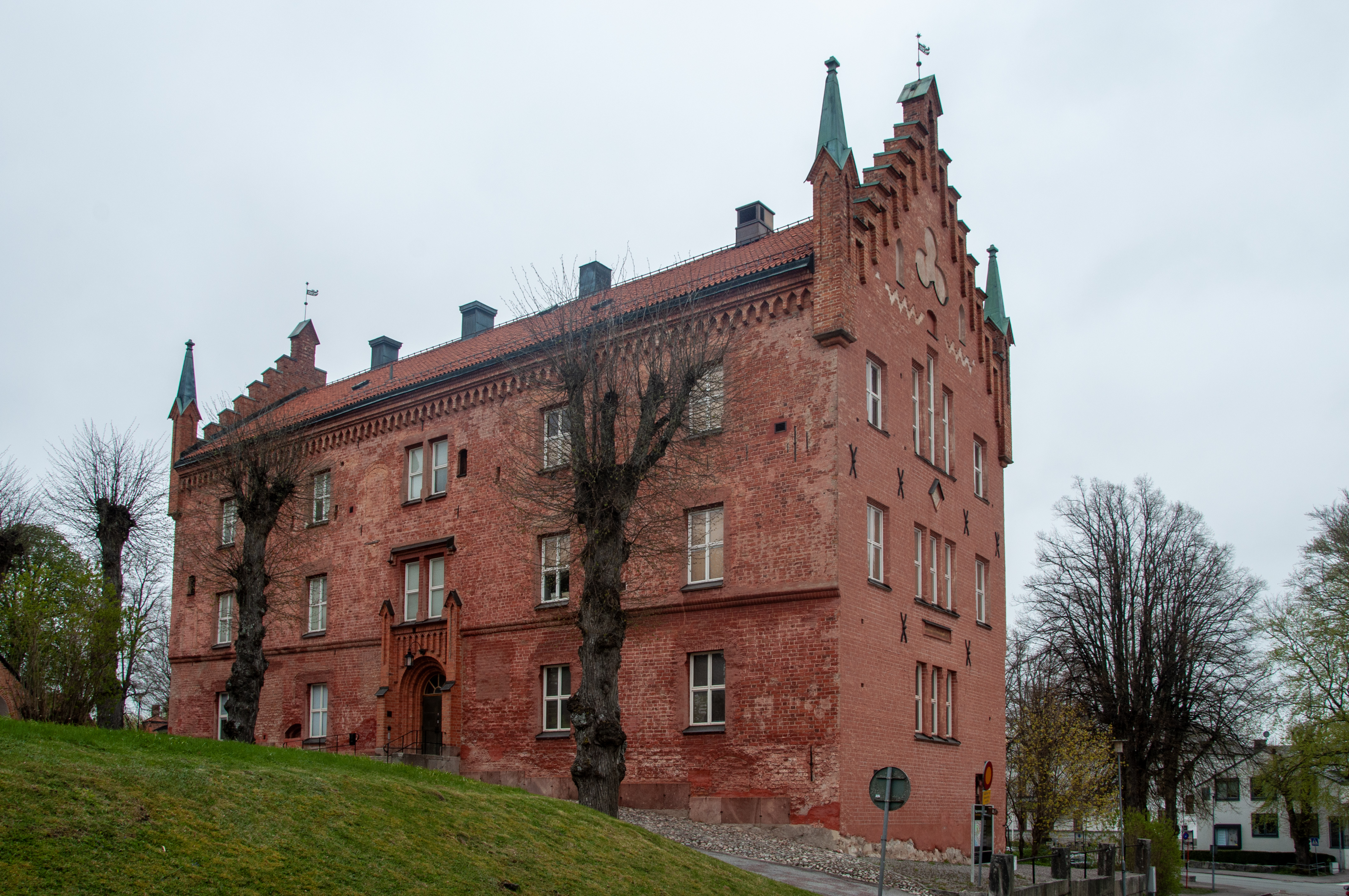
Roggeborgen
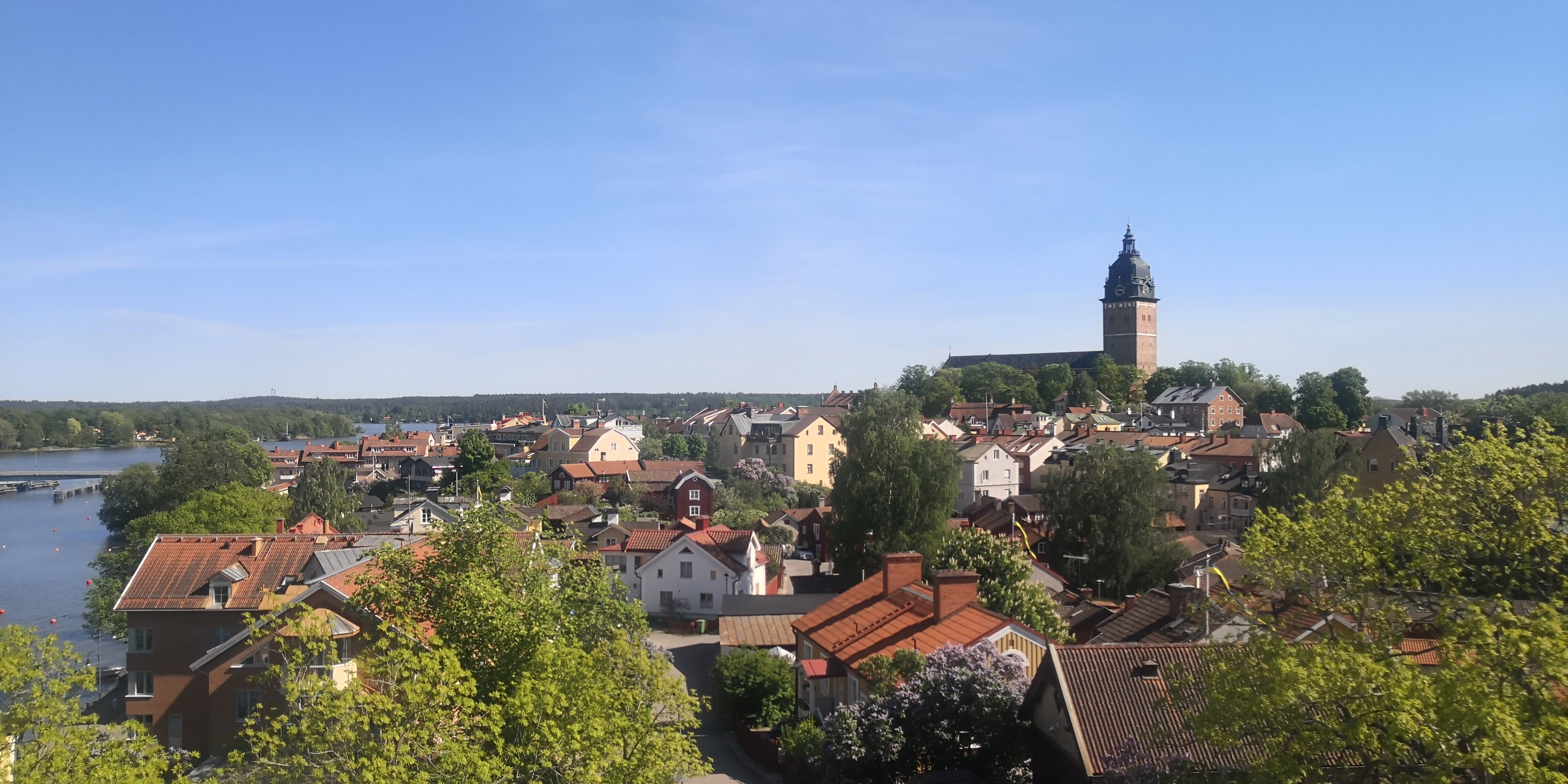
Strängnäs
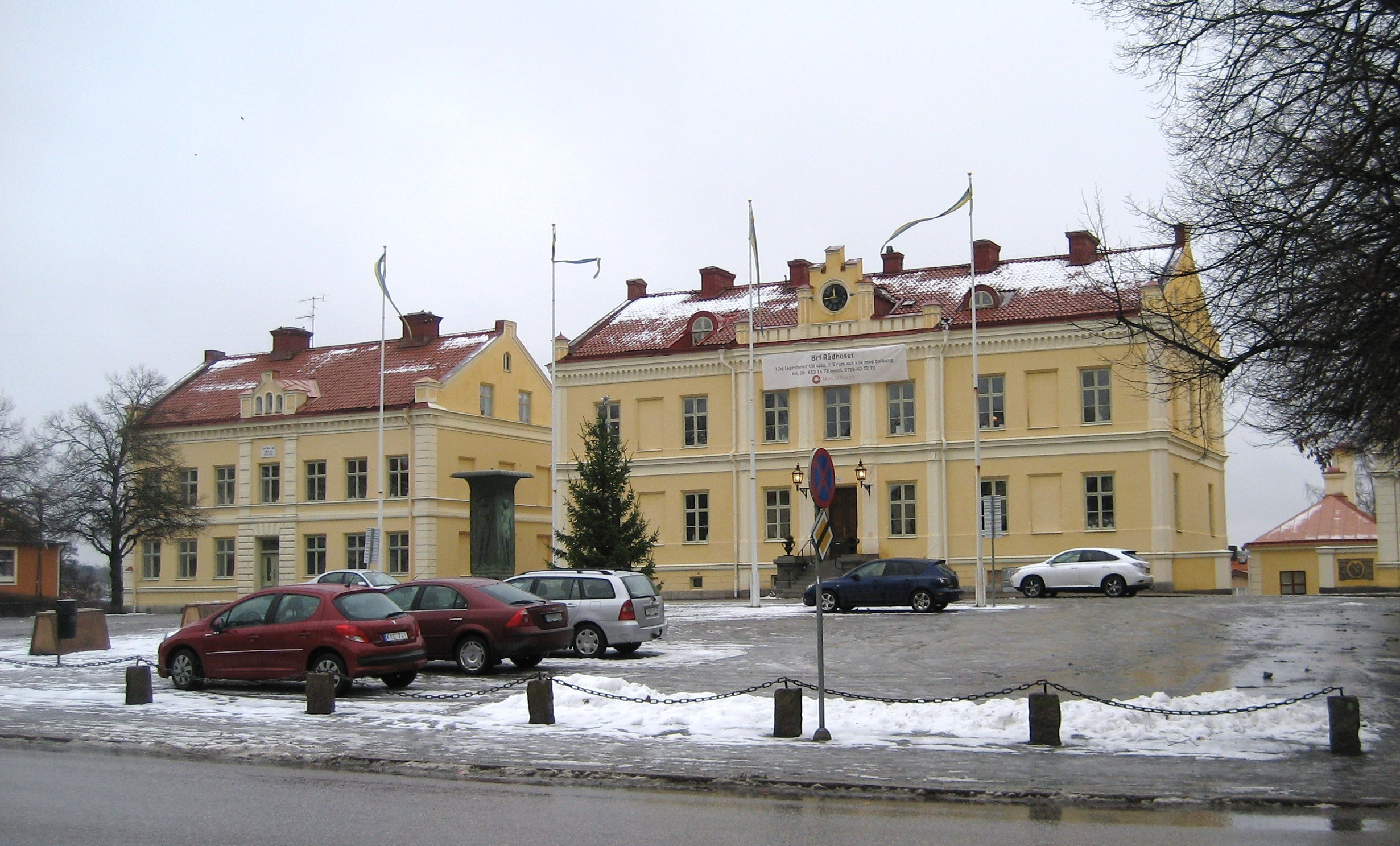
Rådhuset